# ウンターティンガウ
ウンターティンガウ (ドイツ語: Unterthingau) は、ドイツ連邦共和国バイエルン州シュヴァーベン行政管区のオストアルゴイ郡に属す市場町で、ウンターティンガウ行政共同体の本部所在地である。

## 地理
ウンターティンガウはアルゴイ地方に位置し、町内をキルナハ川が流れる。

### 自治体の構成
この町は、公式には21の地区 (Ort) からなる。このうち小集落や孤立農場などを除く集落を以下に列記する。
- アイヒェルシュヴァング
- エシェナウ
- オーバーティンガウ
- オスターベルク
- ラインハルツリート
- リート
- ウンターティンガウ

## 歴史
ウンターティンガウは1456年にケンプテン修道院侯領の村落裁判所の所在地となった。ウンターティンガウは1485年に諸権利とともに市場開催権を獲得した。1803年の帝国代表者会議主要決議によってこの町はバイエルン領となった。バイエルンの行政改革に伴う1818年の市町村令によって現在の自治体が成立した。1978年にラインハルツリートとオーバーティンガウが市場町のウンターティンガウに合併した。

### 人口推移
- 1970年 2,133人
- 1987年 2,354人
- 2000年 2,600人

## 行政
町長はベルンハルト・ドルプ (Wahlgemeinschaft "Gewerbe und Arbeitnehmer") である。

### 紋章
図柄: 青地に、斜め十字に交差する2輪のケシの花。緑の茎にはそれぞれ葉が付いている。

## 宗教
この町のカトリック信者は、ウンターティンガウとラインハルツリートの住民は聖ニコラウス教区、オーバーティンガウの住民は聖シュテファン教区に属す。ウンターティンガウの聖ニコラウス教区はクラフティスリートも包含している。
ウンターティンガウおよびラインハルツリートのプロテスタント・ルター派の信者は、オーバーギュンツブルク、ギュンツァハ、ロンスベルク、ウントラスリート、クラフティスリートに約1,350人の信者を擁するオーバーギュンツブルク教会組織に属す。オーバーティンガウの信者はマルクトオーバードルフ教会組織に属す。
この他に、他のキリスト教グループやイスラム教信者もいる。

## 文化と見所

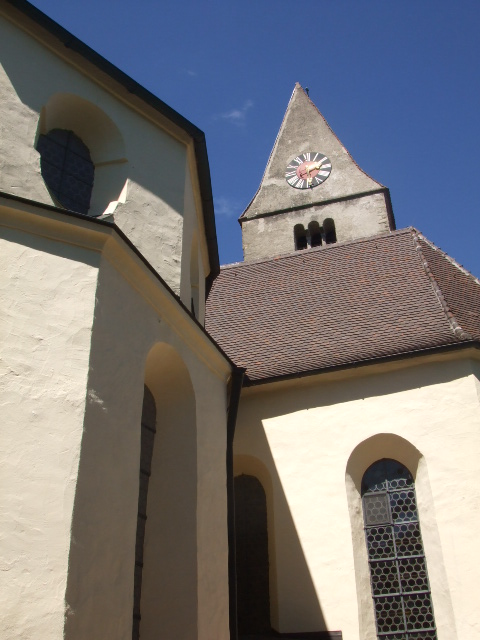
聖シュテファン巡礼教会

### 見所
町内の特筆すべき見所は、ウンターティンガウ城と聖シュテファン巡礼教会である。城館には現在町役場や町立・教会立の図書館、様々な協会が入居している。ウンターティンガウの聖ニコラウス教区教会や、町内に数多く点在する礼拝堂にも見所はある。
周辺には、城塞や中世建造物の遺跡がある。

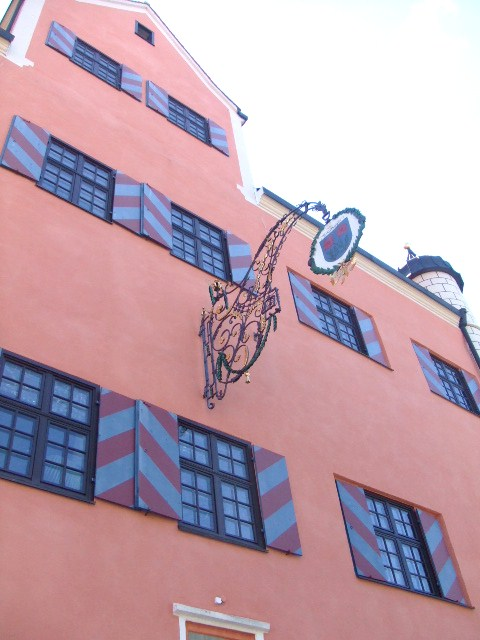
ウンターティンガウ城
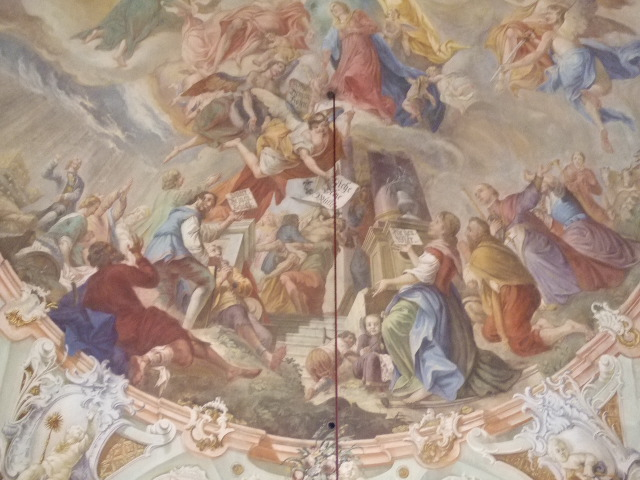
聖シュテファン巡礼教会の天井画

## 経済と社会資本

### 教育
- 国民学校 1校

## 人物

### ゆかりの人物
- ヨハン・ミューレック（1970年 - ）クロスカントリースキー選手。数年間この町に住んだ。

## 引用
1. ↑  https://www.statistikdaten.bayern.de/genesis/online?operation=result&code=12411-003r&leerzeilen=false&language=de Genesis-Online-Datenbank des Bayerischen Landesamtes für Statistik Tabelle 12411-003r Fortschreibung des Bevölkerungsstandes: Gemeinden, Stichtag (Einwohnerzahlen auf Grundlage des Zensus 2011)
2. ↑  Bayerische Landesbibliothek Online